# Sanchopedro de Arriba
Sanchopedro de Arriba es un despoblado español del municipio de Horcajo Medianero, perteneciente a la provincia de Salamanca, en la comunidad autónoma de Castilla y León.

## Historia
Hacia mediados del siglo XIX, el lugar, una alquería ya por entonces perteneciente a Horcajo Medianero, tenía contabilizada una población de seis habitantes. Aparece descrito en el decimotercer volumen del Diccionario geográfico-estadístico-histórico de España y sus posesiones de Ultramar de Pascual Madoz con las siguientes palabras:

SANCHO PEDRO DE ARRIBA: alq. en la prov. de Salamanca, part. jud. de Alba de Tórmes, térm. municipal de Horcajo Medianero. pobl.. 1 vec., 6 almas.
(Madoz, 1849, p. 730)

En 2023, la entidad singular de población no tenía empadronado ningún habitante.